# Chimarra caribea
Chimarra caribea är en nattsländeart som beskrevs av Oliver S. Flint Jr. 1968. Chimarra caribea ingår i släktet Chimarra och familjen stengömmenattsländor. Utöver nominatformen finns också underarten C. c. tobaga.